# Charles Hawtrey
George Frederick Joffre Hartree (Hounslow, 30 de novembro de 1914 – Deal, 27 de outubro de 1988), conhecido como Charles Hawtrey, foi um ator, comediante, cantor, pianista e diretor de teatro inglês.
Ele começou cedo como um menino soprano, papel no qual fez vários discos, antes de passar para o rádio. Sua carreira posterior abrangeu o teatro (como ator e diretor), o cinema (onde ele apareceu regularmente como coadjuvante de Will Hay nas décadas de 1930 e 1940 em filmes como The Ghost of St. Michael's, através dos filmes Carry On e televisão.

## Biografia

### Infância
Hawtrey nasceu em Hounslow, Middlesex, Inglaterra, em 1914, filho de William John Hartree (1885–1952) e sua esposa Alice (nascida Crow) (1880–1965), de 217 Cromwell Road, como George Frederick Joffre Hartree. Ele adotou seu nome artístico do cavaleiro teatral Sir Charles Hawtrey e encorajou a sugestão de que ele era filho de Hawtrey (embora seu pai fosse na verdade um mecânico de automóveis de Londres). 
Depois de estudar na Italia Conti Academy of Theatre Arts, em Londres, ele embarcou em uma carreira no teatro como ator e diretor. 

### Década de 1920 e 1930
Hawtrey fez sua primeira aparição no palco em Boscombe, um subúrbio de Bournemouth, já em 1925. Aos 11 anos, ele interpretou um "árabe de rua" na peça de fadas de Frederick Bowyer , The Windmill Man. 
Sua estreia nos palcos de Londres aconteceu alguns anos depois, quando, aos 18 anos, ele apareceu em outra "extravagância de fadas", desta vez no Teatro Scala, cantando o papel do Gato Branco e do Engraxate na ópera juvenil Bluebell in Fairyland. A música para esse show popular foi escrita por Walter Slaughter em 1901, com um livro de Seymour Hicks (que serviu de inspiração para Peter Pan, de J. M. Barrie). 
Em Peter Pan, no London Palladium, em 1931, Hawtrey interpretou o Primeiro Gêmeo, com papéis principais interpretados por Jean Forbes-Robertson e George Curzon . A peça foi apresentada em vários teatros regionais, incluindo o His Majesty's Theatre, em Aberdeen. Em 1936, Hawtrey atuou em uma reestreia da peça, dessa vez assumindo o papel principal de Slightly, ao lado da parceria de marido e mulher, Elsa Lanchester e Charles Laughton, interpretando Peter e Hook. Uma crítica no The Daily Telegraph elogiou Hawtrey por ter "um senso de comédia não indigno de seu nome famoso". 
Hawtrey atuou em Bats in the Belfry, uma farsa escrita por Diana Morgan e Robert MacDermott, que estreou no Ambassadors Theatre, Shaftesbury Avenue, em 11 de março de 1937. O elenco incluía Ivor Barnard e Dame Lilian Braithwaite, além de Vivien Leigh no pequeno papel de Jessica Morton. A peça teve 178 apresentações no Ambassadors Theatre antes de ser transferida para o Hippodrome, Golders Green, Barnet, em 16 de agosto de 1937. 
Hawtrey atuou em filmes desde muito jovem, aparecendo pela primeira vez quando ainda era criança, e quando adulto sua aparência jovem e sagacidade fizeram dele um contraste para o velho tolo desajeitado de Will Hay nos filmes de comédia Good Morning, Boys (1937) e Where's That Fire? (1939). No total, ele apareceu em mais de 70 filmes, incluindo, desse período, Sabotage (1936), de Alfred Hitchcock. 
Hawtrey teve outro sucesso no palco quando foi escalado para o papel de Grêmio na produção de Tyrone Guthrie de The Taming of the Shrew em 1939 no Old Vic, na qual Roger Livesey estrelou como Petruchio e sua esposa, Ursula Jeans, como Katherine. 
Hawtrey era um músico talentoso. Ele gravou como um menino soprano e foi anunciado como "O Coroinha com Voz de Anjo" mesmo aos quinze anos. Em 1930, ele gravou vários duetos com a soprano Evelyn Griffiths (11 anos) para o selo Regal. Ele foi um pianista semiprofissional das forças armadas  britânicas durante a Segunda Guerra Mundial. 

### Década de 1940
Hawtrey continuou na revista musical, estrelando New Faces (1940), de Eric Maschwitz, no Comedy Theatre em Londres, e foi elogiado por seu "estudo chique e completo de uma espiã atraente". New Faces incluiu a estreia da música "A Nightingale Sang in Berkeley Square", que rapidamente se tornou uma das favoritas dos tempos de guerra. 
Durante e após a Segunda Guerra Mundial, Hawtrey também apareceu no West End em programas como Scoop, Old Chelsea, Merrie England, Frou-Frou e Husbands Don't Count . Hawtrey também dirigiu 19 peças, incluindo Dumb Dora Discovers Tobacco no Q Theatre em Richmond e, em 1945, Oflag 3, um drama de guerra coescrito com Douglas Bader. 
Na década de 1940, Hawtrey estava aparecendo no rádio durante o Children's Hour na série Norman and Henry Bones, the Boy Detectives (exibida pela primeira vez em 1943) ao lado da atriz Patricia Hayes. Mais tarde, ele deu voz ao esnobe Hubert Lane, o inimigo de William na série Just William. O slogan dele era "Como está sua mãe pingando?". 
A carreira cinematográfica de Hawtrey continuou, mas The Ghost of St. Michael's (1941) e The Goose Steps Out (1942) foram seus últimos filmes com Will Hay. Depois do último filme, ele pediu a Hay que lhe desse papéis maiores, mas Hay recusou. 
Hawtrey também tentou a sorte na direção, fazendo dois filmes: What Do We Do Now? (1945),  um mistério musical escrito pelo autor inglês George Cooper e estrelado por George Moon ; e Dumb Dora Discovers Tobacco (1946), com Flora Robson.  Acredita-se que ambos os filmes estejam perdidos. 
Em 1948, Hawtrey apareceu no Windmill Theatre, Soho, em esquetes de comédia apresentados como parte do Revudeville. No mesmo ano, ele foi incorretamente creditado como 'Major Markham' em The Story of Shirley Yorke, usando dois pseudônimos. 
Em 1949, ele apareceu como barman/piano na comédia de Ealing Passport to Pimlico. 

### Década de 1950
Em 1956, Hawtrey apareceu ao lado de sua futura colega de elenco de Carry On, Hattie Jacques, na série Wolfe at the Door, do comediante Digby Wolfe, um programa de esquetes de 12 semanas. Não foi exibido em Londres, mas foi exibido nas Midlands  de 18 de junho a 10 de setembro.  Nesta série, Wolfe explorou as situações cômicas que podem ser encontradas ao passar por portas, como em um camarim de teatro, por exemplo. Os programas foram escritos por Tony Hawes e Richard Waring. 
No mesmo ano, Hawtrey fez uma breve aparição em Tess and Tim (BBC) no Saturday Comedy Hour. Esta curta série foi estrelada pelos comediantes de music hall Tessie O'Shea e Jimmy Wheeler. Em 1957, Hawtrey apareceu em um episódio único de Laughter in Store (BBC), desta vez trabalhando com Charlie Drake e Irene Handl. 
A carreira de Hawtrey na televisão ganhou um grande impulso com The Army Game, no qual ele interpretou o papel do Soldado 'Professor' Hatchett. Vagamente baseada no filme Private's Progress (1956), a série seguiu a sorte de um grupo misto de recrutas do Serviço Nacional do Exército que residiam no Hut 29 do Surplus Ordnance Depot em Nether Hopping, na remota Staffordshire. I Only Arsked! (1958) foi um spin-off do longa-metragem. Hawtrey deixou a série em 1958. 

### Década de 1960
Em Our House (1960–62), Hawtrey interpretou um funcionário do conselho, Simon Willow. A série foi criada por Norman Hudis, o roteirista dos seis primeiros filmes Carry On. Hattie Jacques e Joan Sims também estrelaram. A série teve inicialmente 13 episódios, de setembro a dezembro de 1960, retornando no ano seguinte com Bernard Bresslaw e Hylda Baker adicionados ao elenco. Dos 39 episódios transmitidos, apenas três sobreviveram. 
Best of Friends (ITV, 1963) teve essencialmente os mesmos escritores e equipe de produção de Our House . Hawtrey atuou novamente ao lado de Hylda Baker, mas desta vez interpretando o papel de Charles, um funcionário de um escritório de seguros, ao lado de um café administrado por Baker.  Ela o acompanhou em missões de seguros e o protegeu quando ele se sentiu pressionado pelo tio Sidney, que queria, mas não conseguia, demitir o sobrinho. A série teve treze episódios (todos perdidos) e foi a última série de televisão em que Hawtrey teve um papel regular. 
Nessa época, Hawtrey já havia se tornado um personagem regular na série de filmes Carry On. Ele participou do primeiro, Carry On Sergeant (1958), e de mais de vinte outros. Seus personagens variavam do fracote ao efeminado, e sempre, independentemente do cenário histórico, eram vistos usando os óculos redondos característicos de Hawtrey. Em sua autobiografia, Barbara Windsor escreveu sobre o alcoolismo de Hawtrey e seu flerte escandaloso com o jogador de futebol George Best.  Durante as filmagens de Carry On Spying (1964), no qual interpretaram agentes secretos, Windsor pensou que Hawtrey havia desmaiado de susto por causa de uma cena dramática em uma esteira rolante. Na verdade, ele desmaiou porque estava bêbado. Quando ele chegou ao set com uma caixa de R. White's Lemonade, todos sabiam que ele estava em outra farra. Ele fumava Woodbines e jogava cartas entre as tomadas com Sid James e outros membros do elenco.  Em 1965, a mãe de Hawtrey, Alice, morreu; Hawtrey ficou arrasado e começou a beber mais. Aparentemente, Hawtrey podia ser ouvido frequentemente conversando com sua mãe em seu camarim, mesmo depois que ela já tivesse morrido. 
Gerald Thomas, o diretor dos filmes Carry On, explicou em 1966 que "No começo, a entrada chocante de Charles foi um acidente, mas percebendo o potencial, decidi chocar deliberadamente e agora sua primeira aparição é cuidadosamente planejada... Além do valor cômico do papel improvável que ele desempenha, tenho o cuidado de organizar o momento certo para sua aparição real, de modo que os dois fatores combinados surpreendam o público com o ridículo instantâneo."  Em meados da década de 1960, Hawtrey se apresentou na turnê regional britânica do musical A Funny Thing Happened on the Way to the Forum, que também incluiu seu colega de elenco de Carry On, Kenneth Connor.

### Vida posterior
Embora os filmes Carry On tenham gerado um retorno considerável para seu produtor, Peter Rogers, o elenco não foi bem remunerado, geralmente recebendo uma taxa padrão de £ 5.000 por filme. Hawtrey usava transporte público para ir e voltar do trabalho e certa vez Laurence Olivier lhe deu uma carona até o Pinewood Studios. Solicitada a abraçar Barbara Windsor em uma reunião com a imprensa, Hawtrey saiu apressadamente da sala, solicitando um homem em seu lugar. 
Hawtrey mudou-se em 1968 para Deal, em Kent, supostamente por causa dos marinheiros da base naval local.  Ele morava na 117 Middle Street, Deal, onde permaneceu até sua morte. Há uma pequena placa azul comemorativa na parede frontal externa desta propriedade para identificar sua antiga residência. Hawtrey era uma figura excêntrica na pequena cidade, tornando-se conhecido por passear ao longo da orla marítima em trajes extravagantes, acenando alegremente para os pescadores e por frequentar estabelecimentos frequentados por alunos da Royal Marines School of Music. 
Em 1970, ele apareceu com Sid James no filme sul-africano Stop Exchange. Ele fez uma aparição em Grasshopper Island (ITV 1971), um programa infantil, ao lado de Patricia Hayes, Julian Orchard, Tim Brooke-Taylor e Frank Muir . Filmada no País de Gales e na Córsega, esta série de aventuras apresentou três irmãos pequenos apelidados de Toughy, Smarty e Mouse, que fogem para encontrar uma ilha desabitada. 
O último filme de Hawtrey foi Carry On Abroad (1972), após o qual ele foi retirado da série. Na esperança de ganhar mais destaque, Hawtrey se retirou de um programa de televisão, Carry On Christmas, no qual ele deveria aparecer, com apenas alguns dias de antecedência. Peter Rogers, o produtor dos filmes e programas Carry On, disse: "Ele se tornou bastante difícil e impossível de lidar porque ele estava bebendo muito. Costumávamos alimentá-lo com café preto antes de ele entrar no palco. Realmente ficou claro que estávamos perdendo tempo".  O consumo de álcool de Hawtrey aumentou visivelmente desde Carry On Cowboy (1965), lançado no ano em que sua mãe morreu. 
Sem trabalho cinematográfico estável, Hawtrey atuou em pantomimas e temporadas de verão nas regiões, atuando intensamente em sua persona Carry On em shows como Carry On Holiday Show-time e Snow White no Gaiety Theatre, Rhyl (verão de 1970), Stop it Nurse no Pavilion Theatre, Torquay (1972) e Snow White and the Seven Dwarfs novamente no Theatre Royal, Nottingham (abril de 1974). Sua última temporada de pantomima foi no Natal de 1979. 
Hawtrey também desempenhou papéis em uma série de peças de rádio sobre uma gangue criminosa escritas por Wally K. Daly para a BBC, ao lado de Peter Jones, Lockwood West e Bernard Bresslaw.  Esses foram Burglar's Bargains (1979), A Right Royal Rip-off (1982) e The Bigger They Are (1985).

### Morte
No final de setembro de 1988, Hawtrey foi internado no Hospital Buckland, Dover.  Foi descoberto que ele sofria de doença vascular periférica, uma condição das artérias causada por uma vida inteira de tabagismo pesado. Foi dito a Hawtrey que, para salvar sua vida, suas pernas teriam que ser amputadas. Ele recusou a operação, alegadamente dizendo que preferia "morrer com as botas calçadas"  e morreu às 3:30h da manhã de 27 de outubro de 1988, no Windthorpe Lodge Nursing Home  em Walmer, perto de Deal.  Foi alegado que em seu leito de morte ele jogou um vaso em sua enfermeira que pediu um autógrafo.   Em 2 de novembro de 1988, ele foi cremado e suas cinzas foram espalhadas no Crematório Mortlake, perto de Chiswick, em Londres. Apenas nove pessoas compareceram; não havia amigos ou familiares. 

## Vida pessoal
Pouco se sabe sobre os primeiros anos de Hawtrey ou sua vida privada posterior. Ele protegia seus relacionamentos com muito cuidado, pois o sexo homossexual masculino era ilegal e punível com pena de prisão, até ser descriminalizado pela Lei de Ofensas Sexuais de 1967.  Sua promiscuidade escandalosa e bêbada não atraiu simpatia, nem seu comportamento geral irritadiço e sua crescente excentricidade lhe renderam muitos amigos íntimos.  Se os fãs pedissem um autógrafo, Hawtrey frequentemente os xingava e rasgava o papel ao meio. 
Kenneth Williams relatou uma visita a Deal, em Kent, onde Hawtrey possuía uma casa cheia de velhas camas de latão que o excêntrico ator havia acumulado, acreditando que "um dia ele ganharia muito dinheiro com elas". 
Hawtrey passou a maior parte da vida morando com a mãe, que sofreu de Alzheimer nos últimos anos. Outra anedota contada por Williams  descreve como durante as filmagens de Carry On Teacher, Joan Sims gritou para Hawtrey que a bolsa de sua mãe havia pegado fogo depois que a cinza do cigarro dela caiu nela. Sem pestanejar, Hawtrey derramou uma xícara de chá na bolsa para apagar as chamas, fechou a bolsa e continuou sua conversa. Ele costumava levar sua mãe para o set e depois trancá-la em seu camarim quando era necessário filmar uma cena.  Williams também contou como recolheu os sanduíches que sobraram de um bufê para o elenco de Carry On.  Williams tinha inveja da aceitação de Hawtrey de sua sexualidade: "Ele pode sentar-se em um bar e pegar marinheiros e se divertir muito. Eu não conseguiria fazer isso." 
Em 6 de junho de 1981, Hawtrey sofreu um ataque cardíaco.  Ele voltou às manchetes depois que sua casa pegou fogo em 5 de agosto de 1984.  Ele foi para a cama com um garoto de programa de 15 anos e deixou um cigarro aceso no sofá dele. Fotografias de jornais da época mostram um bombeiro conduzindo Hawtrey, de aparência doente, emocionado, parcialmente vestido e sem peruca, para um lugar seguro.  Hawtrey disse à imprensa que "o cheiro de fumaça me acordou e havia chamas subindo a escada. Perdi muitas antiguidades valiosas e lembranças sentimentais, mas estou bem. Foi tudo muito assustador". 

## Legado
Hawtrey foi interpretado por Hugh Walters no filme para televisão Cor, Blimey! (2000). Esta foi uma adaptação de sua peça de teatro Cleo, Camping, Emmanuelle e Dick (1998) feita por Terry Johnson; a peça original não apresentava Hawtrey como personagem. Na peça de televisão da BBC Four,Kenneth Williams: Fantabulosa! (2006), Hawtrey foi interpretado por David Charles. 
Ele também é tema de uma peça biográfica solo, Oh, Hello!, de Dave Ainsworth, estreou em 2001 no The Torch Theatre, que foi revivido em 2014/2015 para o centenário do ator, com Jamie Rees no papel. 
Ele foi tema de duas biografias: Charles Hawtrey 1914–1988: The Man Who Was Private Widdle (2002) de Roger Lewis  e Whatshisname: The Life and Death of Charles Hawtrey (2010) do locutor Wes Butters.  A BBC Radio 4 transmitiu o documentário de Butters, Charles Hawtrey: That Funny Fella with the Glasses, em abril de 2010. 
John Lennon faz referência a Hawtrey (aparentemente sem sentido) pouco antes da música "Two of Us" do álbum Let It Be dos Beatles. Lennon diz: "I Dig a Pygmy, by Charles Hawtrey and The Deaf-Aids. Phase one, in which Doris gets her oats." 
A capa do álbum de compilação de The Smiths, The Very Best of The Smiths, traz Hawtrey. 

## Filmografia
Ref:
- Tell Your Children (1922); papel secundário (sem créditos)
- This Freedom (1923) (sem créditos)
- Marry Me (1932) como Billy Hart
- The Melody-Maker (1933) como Torn
- Mayfair Girl (1933)
- Smithy (1933)
- High Finance (1933)
- As Good as New (1933)
- Trouble in Store (1934)
- Hyde Park (1934); papel de apoio secundário (sem créditos)
- Little Stranger (1934)
- Murder at Monte Carlo (1935)
- Boys Will Be Boys (1935)
- Windfall (1935); papel menor (sem créditos)
- Man of the Moment (1935) como Tom (sem créditos)
- Get Off My Foot (1935)
- Well Done, Henry (1936) como Rupert McNab
- Cheer Up (1936) como dancing Boy Scout (sem créditos)
- The Brown Wallet (1936); pequena parte (sem créditos)
- Sabotage (1936) como studious youth at the aquarium (sem créditos)
- Good Morning, Boys (1937) como Septimus
- Melody and Romance (1937) reciting Shakespeare at audition (sem créditos)
- Where's That Fire? (1940) as Woodley
- Jailbirds (1940) como Nick
- The Ghost of St. Michael's (1941) como Percy Thorne
- The Goose Steps Out (1942) como Max
- Let the People Sing (1942) como Young Orton
- Much Too Shy (1942) como student of Modern Art (sem créditos)
- Bell-Bottom George (1943) como BBC man (sem créditos)
- A Canterbury Tale (1944) como Thomas Duckett
- Meet Me at Dawn (1947) como reporter at the fair (sem créditos)
- The End of the River (1947) como Raphael
- The Story of Shirley Yorke (1948) como Major Markham, a.k.a. 'Sibelius' / 'Mendelssohn' when playing the piano
- Passport to Pimlico (1949) como Bert Fitch
- The Lost People (1949) como prisoner (sem créditos)
- Dark Secret (1949) como Arthur Figson
- Room to Let (1950) como Mike Atkinson
- Smart Alec (1951) como Farr
- The Galloping Major (1951) como Lew Rimmel
- Hammer the Toff (1952) como cashier (sem créditos)
- Brandy for the Parson (1952) como George Crumb
- You're Only Young Twice (1952) como Adolphus Hayman
- Five Days (1954) como Bill (sem créditos)
- To Dorothy a Son (1954) como waiter at pub (sem créditos)
- As Long as They're Happy (1955) como Teddyboy
- Timeslip (a.k.a.The Atomic Man; 1955) como office-boy (sem créditos)
- Simon and Laura (1955) como railway porter
- Man of the Moment (1955) como play director (sem créditos)
- Jumping for Joy (1956) como punter at bar (sem créditos)
- Who Done It? (1956) como disc jockey
- The March Hare (1956) como Fisher
- Carry On Sergeant (1958) como Peter Golightly
- I Only Arsked! (1958) como Pvt. 'Professor' Hatchett
- Carry On Nurse (1959) como Humphrey Hinton
- Carry On Teacher (1959) como Michael Bean
- Please Turn Over (1959) como Jeweller
- Inn for Trouble (1960) como Silas Withering
- Carry On Constable (1960) como PC Timothy Gorse
- Carry On Regardless (1961) como Gabriel Dimple
- Dentist on the Job (1961) como Mr. Roper
- What a Whopper (1961) como Arnold
- Carry On Cabby (1963) como Terry 'Pintpot' Tankard
- Carry On Jack (1963) como Walter Sweetly
- Carry On Spying (1964) como Charlie Bind
- Carry On Cleo (1964) como Seneca
- Carry On Cowboy (1965) como Chief Big Heap
- Carry On Screaming! (1966) como Dan Dann
- Carry On Don't Lose Your Head (1966) como Duc de Pommfrit
- The Terrornauts (1967) como Joshua Yellowlees
- Carry On Follow That Camel (1967) como Captain Le Pice
- Carry On Doctor (1967) como Mr. Barron
- Carry On Up the Khyber (1968) como Pte. James Widdle
- Carry On Camping (1969) como Charlie Muggins
- Carry On Again Doctor (1969) como Doctor Ernest Stoppidge
- Zeta One (1969) como Swyne
- Carry On Up the Jungle (1970) como Tonka the Great / Walter Bagley
- Stop Exchange (1970) como The Butler
- Carry On Loving (1970) como James Bedsop
- Carry On Henry (1971) como Sir Roger de Lodgerley
- Carry On at Your Convenience (1971) como Charles Coote
- Carry On Matron (1972) como Dr. Francis A. Goode
- Carry On Abroad (1972) como Eustace Tuttle

## Aparições na televisão
Ref:
- Tess and Tim, BBC (1956)
- Wolfe at the Door, ATV (1956)
- Laughter in Store, BBC (1957)
- The Army Game, Granada (1957–1958) como Private 'Professor' Hatchett
- Our House, ABC (1960) como Simon Willow
- Best of Friends, ABC (1963) como Charles
- Ghosts of Christmas, a.k.a. Carry On Christmas, Thames (1969) como Spirit of Christmas Past / Angel / Convent Girl
- Carry On Long John, a.k.a. Carry On Again Christmas, a.k.a. I'm Worried About Jim Hawkins, Thames (1970) como Bell Ringer
- Grasshopper Island, ITV (1970) como The Elderly Boy
- The Princess and the Pea (short) (1979) como Court Jester
- The Plank, Thames (1979) como Co-Driver
- Movie Memories, Series 1 Episode 2, Anglia (1981) como ele mesmo, entrevistado por Roy Hudd[47]
- Runaround, Halloween Special, Southern Television (1981) como Conde Drácula
- Super Gran, "Super Gran and the State Visit", Tyne Tees (1987) como Clarence, Duke of Claridge (última aparição na televisão)

## Aparições no teatro
Ref:
- The Windmill Man, Boscombe Hippodrome (and tour) (1925) como Street Arab
- Bluebell in Fairyland, Scala Theatre, Londres (1927) as White Cat and Bootblack
- Peter Pan, The London Palladium (1931) como First Twin
- Peter Pan, The London Palladium (1936) como Slightly
- Members Only, Gate Studio Theatre, Londres (1936)
- Bats in the Belfry, Ambassadors Theatre, Londres (11 March – 14 August 1937) como Jerry Morton
- Shakespeare Birthday Festival, Old Vic, Londres (1938–1939)
- The Taming of the Shrew, Old Vic, Londres (1938–1939)
- New Faces (revue), Apollo Theatre (Shaftesbury Avenue), Londres (1940)
- The New Ambassadors Revue, Ambassadors Theatre, Londres (18 July – 14 September 1941)
- Scoop!, The Vaudeville Theatre, Londres (1942)
- Old Chelsea, Palace Theatre, Manchester (1943)
- Merrie England, Winter Garden Theatre, Londres (1944)
- Variety with Will Hay, Victoria Palace Theatre, Londres (1945)
- Revudeville, Windmill Theatre, Londres (1948)
- Frou-Frou, The New Lindsay Theatre, Londres (1951)
- Husbands Don't Count, Winter Garden Theatre, Londres (1 de outubro – 29 de novembro de 1952) como Mouton
- A Funny Thing Happened on the Way to the Forum, Bristol Hippodrome, Pavilion Theatre, Bournemouth, e outros locais (4 de outubro – 4 de dezembro de 1965) como Hysterium
- The Mating Game, Yvonne Arnaud Theatre, Guildford (24 de junho – 5 de julho de 1969) como Arthur
- Stop It Nurse, Pavilion Theatre, Torquay (2 de junho  – 30 de setembro de 1972) como Dr. B. C. Dimple
- No Sex Please We're British, Theatre Royal, Margate (1974)
- Snow White and the Seven Dwarfs, Bristol Hippodrome (1976–1977)

## Aparições no rádio
Esta lista foi parcialmente compilada a partir do Arquivo de Rádio da BBC. 
- Vaudeville, BBC Regional Programme London (1930)
- Will Shakespeare, BBC Regional Programme London (1931) como A Boy
- Vaudeville, "The Writ", BBC Regional Programme London (1932) como Hotchkiss
- An Ideal Husband, BBC National Programme Daventry (1932)
- I Sketch Your World, BBC Regional Programme London (1933)
- The Watched Pot, BBC Regional Programme London (1933) como William,
- Charing Cross Road, BBC Regional Programme Northern (1934)
- Frederica, BBC Regional Programme Daventry (1934) como Johann Heinrich Jung-Stilling
- Postman's Knock, BBC Regional Programme London (1934)
- Big Business, BBC Regional Programme (1934)
- Pursuit of Adonis, BBC Regional Programme London (1934)
- The Breadwinner, BBC National Programme Daventry (1935)
- Old Words to New Music, BBC Regional Programme London (1936)
- The Calendar, BBC Regional Programme London (1936) as Andy Lynn
- The Secret Garden, BBC Regional Programme London (1937)
- The Trial of Peter Potter, BBC Regional Programme Northern Ireland (1937)
- David Copperfield, BBC Regional Programme London (1937)
- On and Off, BBC Regional Programme London (1938)
- The Squirrel's Cage, BBC Regional Programme Northern (1938)
- A Radio Version of the Fred Astaire-Ginger Rogers film Top Hat, Regional Programme Northern Ireland (1938)
- Royal Matinee, Regional Programme London (1939)
- An excerpt from the Eric Maschwitz revue New Faces, BBC General Forces Programme (1940)
- The Dragon's Dinner, BBC Home Service (1940)
- Review After Review, BBC Home Service (1940)
- The New Ambassadors Review, BBC General Forces Programme (1941)
- £250 Red Cross Radio Contest, BBC Home Service (1941)
- Sammelkin, BBC Home Service (1941) como Timothy Trant
- Birds of a Feather, BBC Home Service (1941)
- Darling I Loathe You, BBC Home Service (1941)
- Behind The Laughter, BBC Home Service (1941) como Syd Fletcher (como um menino)
- Just Kidd-ing, BBC General Forces Programme (1941)
- Intimate Review 1914-1942, BBC Home Service (1942)
- At This Time of Night, BBC Home Service (1942)
- Norman and Henry Bones, the Boy Detectives, BBC Home Service (1943–1960) como Norman Bones (108 episódios)
- Old Chelsea, BBC Home Service (1943)
- They Went Singing, BBC Home Service (1943) como Alfred Mortimer
- The Box of Delights, BBC Home Service (1943) como Mouse
- David, BBC Home Service (1943) como David (como um menino)
- Mystery at Witchend, BBC Home Service (1943) como David Morton
- Paul of Tarsus, BBC Home Service (1944)
- Dr Johnson, BBC Home Service (1944) como Samuel Johnson (como um menino)
- Treasure Island, BBC Home Service (1944) como Jim Hawkins (como um menino)
- John Bunyan, BBC Home Service (1944) Dickon (como um homem)
- The Will Hay Programme, BBC General Forces Programme (1944–1945)
- Music Hall, BBC Home Service (1944–1945)
- The Swish of the Curtain, BBC Home Service (1944)
- William Booth, BBC Home Service (1944) como Jim
- The Secret Six, BBC Home Service (1944) como Charles Bouvery
- The Secret Six Again, BBC Home Service (1944) como Charles
- Mr Perrin and Mr Traill, BBC Home Service (1944) como Larkin
- The Tinderbox, BBC Home Service (1944) como Shoemaker's boy
- A Voyage to Lilliput, BBC Home Service (1945)
- The Story of Joseph, BBC Light Programme (1944) como Benjamin
- Just William, BBC Light Programme (1945) como Hubert
- Harriot Mellon, BBC Home Service (1946) como Freddy
- The Pied Piper of Hamlyn, BBC Home Service (1946) como Second Burgher
- Musical Theatre of the Air, "Dear Appointment", BBC Home Service (1946) como Gus Green
- The Wishing Apple, BBC Home Service (1946) como The Serpent
- Full Cycle, BBC Home Service (1946) como David Hardcastle
- The Edistone Light, BBC Home Service (1947)
- The Story of David, BBC Home Service (1947)
- No Sentiment in Business, BBC Home Service (1947) como Ernie
- Three Men in the Snow, BBC Home Service (1947) como Fritz Hagedorn
- A New Heaven and a New Earth, BBC Regional Programme London (1948)
- Tom Lord's Cricket Ground, BBC Home Service (1948)
- Fallada! Fallada!, BBC Home Service (1948) como Curdkin
- Show Parade, "Dempson's Dummies", BBC Light Programme (1948)
- The Old Wives Tale, BBC Home Service (1948) como Cyril Povey
- The October Review, BBC Home Service (1949)
- The Case of the Lump of Metals, BBC Home Service (1949) como Corporal Mackworth of the RAF
- A Christmas Carol, BBC Home Service (1949) como Peter Cratchit
- Snakes and Snake Charmers, BBC Home Service (1949) como Jeremy
- Golden Pavements, BBC Home Service (1949) como Jeremy
- The Adventures of PC49, BBC Home Service (1950) como Parvo
- Pincer's Progress, BBC Home Service (1950) como Moss
- A House to Let, BBC Home Service (1951) como Flip
- Henry of Navarre, BBC Home Service (1952) como Charles IX
- Oliver Twist, BBC Home Service (1952) como Tom Chitling
- Horace Clabtrout and the Beanstalk, BBC Home Service (1954) como Horace Clabtrout
- Ray's a Laugh, BBC Light Programme (1953–1957)
- The High and Mighty, BBC Home Service (1954) como Edward VI
- The Feast of Lanterns, BBC Home Service (1955) como Mouse
- The Magic Pond, BBC Home Service (1956) como Han Chung
- Tomorrow Mr Tompion!, BBC Home Service (1956) como Master Banger
- Writing for Sound: 2: Dreaming Bandsmen, BBC Home Service (1956) como Junker Jim
- The Siege of Mocking Hill, BBC Home Service (1956) como Mr. Trimble
- Life with the Lyons, "Dial Special Branch", BBC Light Programme (1958)
- I Only Arsked, BBC Light Programme (1958)
- The Memoirs of Betsy Mae Meadows, "Somewhere a Voice is Calling", BBC Home Service (1965) como Cyrus
- The 78 Show, BBC Radio 2 (1975) como ele mesmo
- Burglar's Bargains, BBC Radio 4 (1979) como Fingers
- Funny You Should Ask, BBC Radio 2 (1981) como ele mesmo
- A Right Royal Rip-off, BBC Radio 4 (1982) como Fingers
- The Bigger They Are,  BBC Radio 4 (1985) como Fingers
- A Harvest of Hayes, BBC Radio 4 (1988) como ele mesmo